# Harderwykenburg
Die Harderwykenburg am Harderwykensteg in Leer ist mit über 500 Jahren eine der ältesten noch erhaltenen Burgen Ostfrieslands und das älteste Haus der Stadt Leer. Das dreietagige Turmhaus gehört zu den am besten erhaltenen Beispielen dieses Bautyps in Norddeutschland. Traditionell wird die Harderwykenburg auch als „Erstes Haus Leer“ bezeichnet.   Die um 1470 erbaute Harderwykenburg befindet sich seit über 220 Jahren im Privatbesitz des gräflichen Hauses Innhausen und Knyphausen (Bodelschwingh-Plettenberg).

## Geschichte
Im 14. und 15. Jahrhundert erlangten die lokalen „Häuptlinge“ gegenüber den Landesfürsten an Macht und Bedeutung. Sie gingen in der Regel aus der Großbauernschaft hervor. Im späten 15. Jahrhundert wurden einzelne führende Häuptlinge, wie zum Beispiel Enno Cirksena im Jahr 1454, in den Grafenstand erhoben. Damit vollzog sich der Übergang von der Häuptlings- zur Grafenzeit.
Um diesen neuen Machtanspruch zu untermauern, ließen sich die Häuptlinge „Steinhäuser“ errichten. Diese waren oftmals das Wirtschafts- und Verwaltungszentrum des jeweiligen Machtbereichs.
Die baugeschichtliche Phase der Steinhäuser der ostfriesischen Häuptlinge lässt sich in zwei Abschnitte unterteilen: Im 14. und frühen 15. Jahrhundert wurden sogenannte „Hohe Häuser“ („Turmbauten“) errichtet, im späten 15. Jahrhundert sogenannte „Lange Häuser“ („Saalbauten“), die bereits einen erkennbar repräsentativen Charakter trugen, bevorzugt.

### Die Fockenburg als Vorläuferbau
1421 ließ Focko Ukena, damals aufstrebender Häuptling von Leer, die Fockenburg im Stil eines „Hohen Hauses“ erbauen. Im Jahr 1431 wurde Focko Ukena von seinen im „Friesischen Freiheitsbund“ organisierten Widersachern unter Führung des Häuptlings Enno Cirksena vertrieben und die Fockenburg wurde vollständig zerstört. Andere ostfriesische Häuptlinge und Bauern fühlten sich in ihrer Eigenverantwortung bedroht, da Ukena als Großgrundbesitzer nachgesagt wurde, mit Seeräubern im Bunde zu stehen und er zudem seine friesischen Widersacher unter Ocko II. tom Brok sowie den Erzbischof von Bremen und den Grafen von Oldenburg besiegt hatte.
Im Jahr 2017 stießen Archäologen bei Ausgrabungen auf Hinterlassenschaften, die den Standort der nur 10 Jahre bestandenen Fockenburg in Leer belegen. Dazu zählen neben klobigen Backsteinen Gebrauchsgegenstände aus dem Spätmittelalter, wie Gefäßhenkel, eine lederne Schuhsohle und Pfeifen. Die Funde wurden auf dem Gelände des Borromäus-Hospitals gemacht, wo vor dem Bau eines Parkhauses archäologische Untersuchungen erfolgten.

### Die Anfänge der Harderwykenburg (Unkenburg)
Um 1470 ließ der Leeraner Häuptling Hajo Unken, Enkel Focko Ukenas und Sohn Bolo Ripperdas, auf einem wenige hundert Meter von der zerstörten Fockenburg entfernten Geesthügel die Unkenburg im Stile eines „Hohen Hauses“ errichten. Die Unkenburg stellt insofern eine Besonderheit dar, als sie eines der jüngsten Beispiele eines „Hohen Hauses“ ist.
Kernstück der Unkenburg war der charakteristische dreigeschossige Turm: Mit seinem Giebel erreicht er auf einer Grundfläche von 11,17 m × 8,15 m eine Höhe von etwa 16,20 m. Das bis zu 3 m dicke Mauerwerk setzt sich aus einem inneren Gussmauerkern aus Mörtel und Ziegelbrocken und einem äußeren unregelmäßigen zwei- bis vierschichtigen Schalenmauerwerk (1,10 m – 1,20 m dick) aus Backstein zusammen. Diese Steine, die aufgrund ihrer Maße (28,5 cm × 14,5 cm) als typische „Klostersteine“ klassifiziert werden, sind über Muschelkalk-Mörtel miteinander verbunden.
Das Untergeschoss trägt ein flaches Kappengewölbe. Ursprünglich befand sich hier auch eine Brunnenstelle. Das 1. Obergeschoss diente als Speicher, im bewohnbaren 2. Obergeschoss saß die Verwaltung. Die Unkenburg hatte in erster Linie eine Speicherfunktion und diente nur im Verteidigungsfall als Wohnraum. Die aus der oberen Bauernschaft hervorgegangenen Häuptlinge wohnten in der Regel weiterhin in ihren Bauernhäusern.
Für den Verteidigungsfall hatte der Bau einige wehrhafte Elemente: den Turmbau selbst mit drei Meter dicken Außenwänden und den im Jahr 1573 ausgehobenen Wassergraben. Untergeschoss und erstes Obergeschoss waren nicht miteinander verbunden und verfügten über separate Zugänge, wobei das 1. Obergeschoss über eine einziehbare Holzkonstruktion zugänglich war. Damit sollte u. a. der Gefahr des „Ausräucherns“ begegnet werden.

### Die Harderwykenburg in der Neuzeit
Der Ehemann von Armgard Unken, der Tochter von Hajo IV. Unken und Erbin der Unkenburg, war Dietrich Harderwyk. Dieser baute im 17. Jahrhundert die Unkenburg von einer Speicherburg zu einer Wohnburg um. So fügte er dem Turm einen eingeschossigen U-förmigen Anbau an, nahm im Turm eine Raumaufteilung vor und gestaltete den geradlinigen Giebel zu einem schlichten Renaissance-Giebel um. Die in ihrem Erscheinungsbild nun deutlich veränderte Unkenburg trägt seither den Namen Harderwykenburg.
Das Jahr 1788 stellt einen Wendepunkt in der Geschichte der Harderwykenburg dar. Carl-Gustav Freiherr zu Innhausen und Knyphausen, preußischer Kammerherr in Berlin und jüngerer Bruder des Lütetsburger Grafen Edzard Moritz, ersteigerte die Burg von der Familie von Schilling, um die Mitgliedschaft im „Ritterschafts-Kollegium“ in Ostfriesland zu erhalten. Das steinerne Wappen an der Nordseite der Harderwykenburg ist das Familienwappen der Familie von Schilling. Das Steinhaus, das keine richtige Burg ist, befindet sich heute in Privatbesitz.
Eigentümer seit 1788 waren:
- 1788–1823: Carl-Gustav Freiherr zu Innhausen und Knyphausen
- 1823–1854: Moritz Freiherr zu Innhausen und Knyphausen
- 1854–1911: Dodo-Alexander Freiherr zu Innhausen und Knyphausen, Graf von Bodelschwingh-Plettenberg
- 1911–1967: Edzard Freiherr zu Innhausen und Knyphausen
- 1967–1981: Dorothea Freifrau zu Innhausen und Knyphausen
- 1981–1995: Dodo Freiherr zu Innhausen und Knyphausen
- 1995–2011: Edzard Freiherr zu Innhausen und Knyphausen
- seit 2012: Carl-Anton Freiherr zu Innhausen und Knyphausen

Zwischen 1860 und 1890 wurde der längliche eingeschossige Anbau durch den heutigen zweigeschossigen Anbau ersetzt. Zudem erhielt die Harderwykenburg den grauen Putz, der 2021 wieder entfernt wurde. Der Wassergraben wurde zugeschüttet. Während des Zweiten Weltkrieges diente die Harderwykenburg als Kindertagesstätte; dafür wurden auf dem Gelände zwei kleinere Schutzbunker geschaffen. In jahrelanger Arbeit wandelte Dodo Freiherr zu Innhausen und Knyphausen den einstigen Nutzgarten in einen Park mit abwechslungsreicher Flora um. Der Baumbestand steht teilweise unter Naturschutz.
Die Burg ist Bestandteil der Deutschen Fehnroute.